# Yārāda
Yārāda är en ort i Indien.   Den ligger i distriktet Vishākhapatnam och delstaten Andhra Pradesh, i den sydöstra delen av landet, 1 400 km söder om huvudstaden New Delhi. Yārāda ligger 10 meter över havet och antalet invånare är 3 406.
Terrängen runt Yārāda är kuperad åt nordväst, men norrut är den platt. Havet är nära Yārāda åt sydost.  Närmaste större samhälle är Visakhapatnam, 8,0 km väster om Yārāda. 